# Portage (Michigan)
Portage – miasto w Stanach Zjednoczonych, w stanie Michigan, w hrabstwie Kalamazoo.